# HTTP/3
HTTP/3は、HTTP/2に続くハイパーテキスト転送プロトコルの3つ目のメジャーバージョンである。HTTP/2に引き続き、伝送はバイナリ形式で行われる。HTTP/3 は RFC ドラフト「Hypertext Transfer Protocol(HTTP) over QUIC」をベースとしている。QUIC は Google によって初めに開発された実験的なトランスポート層プロトコルである。
2018年10月28日のメーリングリストの議論において、IETF の HTTP および QUIC ワーキンググループのchairである Mark Nottingham は、HTTP-over-QUICをHTTP/3に改名することを正式に提案し、「これがHTTPセマンティクスのワイヤープロトコルに対するもう1つのバインディングであることを明確にし、人々がQUICとの区別を理解できるようにする」と述べ、また、「ドラフトの完成と発行がされ次第、開発を QUIC ワーキンググループからHTTPワーキンググループへ引き渡す」とも述べた。その後数日にわたる議論の後、Nottinghamの提案は受け入れられ、2018年11月に正式に改名された。
2019年9月26日に、Cloudflare、Google ChromeでHTTP/3のサポートが追加された。
2022年6月6日に RFC 9114 として標準化された。